# Impromptu

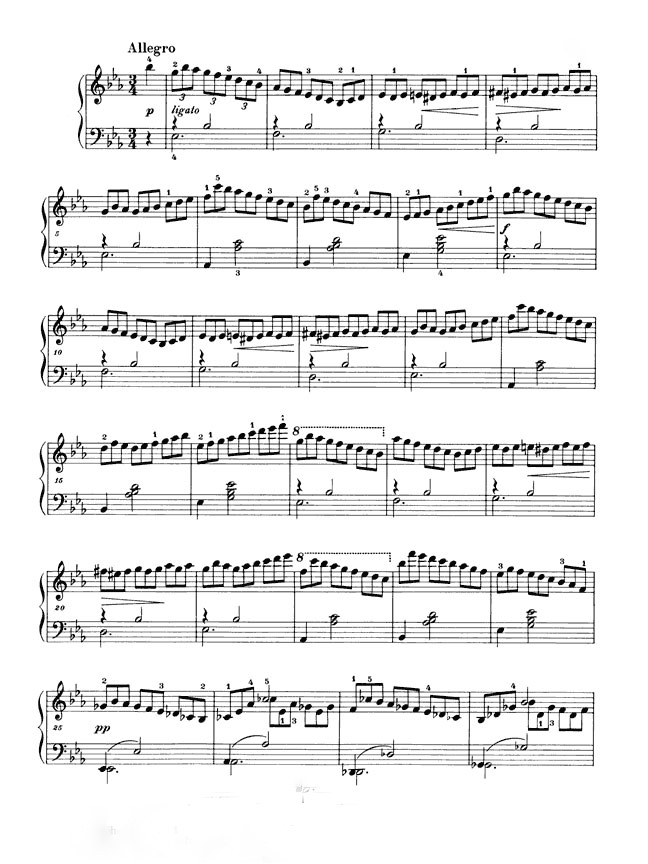
Primera pàgina de l'Impromptu per a piano en mi bemoll major D 899 núm. 2 de Franz Schubert.

L'impromptu és un tipus de forma musical, normalment per a piano.
La seva forma sol ésser bitemàtica (ABA): un tema A; un tema B en una altra tonalitat, i novament el tema A. O si no, és simplement de forma o estructura lliure.
Tot i el suposat caràcter de transcripció d'una improvisació feta pel compositor que tindrien les obres, normalment són obres treballades com qualsevol altra.
Els més coneguts són els impromptus de Franz Schubert i els de Frédéric Chopin.